# Міст делла-Ліберта
Міст делла-Ліберта (італ. Ponte della Liberta) — міст у Венеції, що з'єднує материк і острів Ріальто.
Спроєктований в 1931 інженером Міоцці, і відкритий Беніто Муссоліні в 1933, як Ponte Littorio.
В кінці Другої Світової війни міст був перейменований на Ponte della Liberta, щоб вшанувати союзників. Міст є завершальним кінцем старої дороги (Padana Superiore).
Довжина моста становить 3 кілометри, складається з 222 арок. По мосту проходять автомобільна дорога та залізниця.